# Sheranapis
Sheranapis är ett släkte av spindlar. Sheranapis ingår i familjen Anapidae.
Kladogram enligt Catalogue of Life:
| Sheranapis | \| \| Sheranapis bellavista \| \| \| \| \| \| Sheranapis quellon \| \| \| \| \| \| Sheranapis villarrica \| \| \| \| |
|            | \| \| Sheranapis bellavista \| \| \| \| \| \| Sheranapis quellon \| \| \| \| \| \| Sheranapis villarrica \| \| \| \| |
|            | Sheranapis bellavista                                                                                                |
|            | |
|            | Sheranapis quellon                                                                                                   |
|            | |
|            | Sheranapis villarrica                                                                                                |
|            | |